# Ultan Dillane
Ultan Dillane (Francia, 9 de noviembre de 1993) es un jugador profesional franco-irlandés de rugby que se desempeña en la posición de segunda línea en Stade Rochelais, equipo perteneciente a la liga Top 14.

## Carrera
En 2014 comenzó su carrera deportiva con el equipo Connacht Rugby, en el cual jugó ocho temporadas (2014-2022), después pasó a Stade Rochelais, donde lleva jugando dos temporadas.